# Manco Capac
Manco Capac (zw. Ayar Manco) – według mitologii inkaskiej legendarny założyciel królewskiej dynastii Inków i pierwszy Sapa Inca.
Manco Capac jest bohaterem wielu legend. Ponieważ Inkowie nie znali pisma, mity i historia na jego temat, ta być może prawdziwa i ta zmyślona, nie zostały spisane. W związku z tym różnic w przekazach o legendarnym założycielu królewskiej dynastii jest tak dużo, jak i samych później spisanych wersji tego mitu. Niezmienne jednak w nich jest to, że Manco Capac był pierwszym Inką, założycielem Cuzco, a jego żoną była Mama Ocllo.
Najbardziej znane są dwie wersje mitu o pierwszym Ince:
Peruwiański historyk i kronikarz Inków Garcilaso de la Vega opisuje legendę traktującą o tym, że to sam bóg słońca Inti wysłał swoje dzieci na ziemię. Z jeziora Titicaca  Manco Capac i  Mama Ocllo wyruszyli w drogę i założyli miasto Cuzco.  Miejscowa ludność otaczała ich wielką czcią, a Manco Capaca obwołała księciem i pierwszym Inką. Sam Garcilaso de la Vega uważa, że Manco Capac był po prostu bardzo bystrym i roztropnym Indianinem, który właściwie wykorzystał wielką prostotę narodów indiańskich. 
Według innej wersji Manco wyszedł ze środkowej spośród trzech jaskiń znajdujących się w jednym ze wzgórz w pobliżu późniejszego miasta Cuzco. Razem z nim wynurzyli się też jego trzej bracia i cztery siostry. Czwórka braci nosiła oprócz własnych imion imię Ayar, siostry z kolei miały imię zbiorowe Mama (Matka).
Poszczególne imiona braci brzmiały: Ayar Manco (Manco Dzikiej Quinoi), Ayar Awqa (Wojownik Dzikiej Quinoi), Ayar Kaci (Sól Dzikiej Quinoi) i Ayar Oco (Pieprz Dzikiej Quinoi). Siostry nazywały się Mama Ocllo (Czysta Matka), Mama Huaco (Święta Matka), Mama Ipa Quora (Matka i Ciotka Ziół), Mama Rawa (Matka Rawa).
Ośmioro rodzeństwa opuściło grotę, udając się w świat ze złotą laską służącą do wypróbowywania właściwości ziemi (z czasem taka złota pałeczka, o długości około 60 cm, zakończona gwiazdą, stała się oznaką godności królewskiej). Bóg "Słońce" dał swoim dzieciom złoty pręt (Tupayawri), aby spadł na żyzne miejsce w ziemi, takie, na którym można wznieść miasto.
W drodze liczba braci zaczęła się przerzedzać. Sól Dzikiej Quinoi okazał się bardzo silny i nieposłuszny: strzelał kamieniami ze swej procy do gór i raził je tak mocno, że tworzyły się w nich głębokie przepaście i urwiska. Rodzeństwo przestraszyło się jego mocy i postanowiło nakłonić go do powrotu do rodzinnej groty. Pomysł zrealizowali i krnąbrny brat zamknięty został w górze, gdzie, jak głosi legenda, siedzi po dziś dzień. Ayar Oco pokazał bratu Manco, jak powinna się odbywać ceremonia wtajemniczenia młodzieńców i przemienił się w kamień na górze Huanacauri. Tam lud wzniósł mu później świątynię i modlił się do niego. Trzeci brat Wojownik Dzikiej Quinoi udał się na miejsce, które przy pomocy złotej pałeczki wybrano jako odpowiednie miejsce na założenie miasta Cuzco i przemienił się tam w inny święty kamień.
Ostatecznie trzech braci zostało zamienionych w kamienie. Pozostał tylko Manco Capac, który spłodził dziecko. Urodziła mu je jego siostra Czysta Matka. Był to Sinchi Roca, który po Manco jako drugi Inka zasiadał na tronie. Z żoną, dzieckiem i trzema pozostałymi siostrami przybył Manco w obrane miejsce. Jedna z sióstr, Święta Matka, przepędziła kamieniami z miejsca, do którego dotarli miejscowe legendarne szczepy Hualla i Alcahuiza. Z czasem zbudowano tam miasto Cuzco i świątynię słońca.
Wiele wątpliwości budzą wśród historyków i kronikarzy lata, w których żył i panował Manco Capac, podobnie jak to, czy jest to historyczna postać, czy legendarna. Daty podane przez różnych historyków różnią się nawet o kilka stuleci. Niektórzy przyjmują, że legendarny Manco Capac, według mitologii syn Słońca i Księżyca, żył w XII lub XIII wieku.